# 1796年美国总统选举康涅狄格州选情
1796年美国总统选举于1796年11月4日至12月7日举行，在此次选举中康涅狄格州的9位选举人由州议会指派，再由他们投出总统及副总统。在此次选举中，土生土长的新英格兰人亚当斯获得了胜利。